# Roland Cayrol
Pour les articles homonymes, voir Cayrol.
Roland Cayrol, né Roland Marc Gilbert Cayrol le 11 août 1941 à Rabat, est un politologue français.

## Biographie

### Famille et formation
Roland Cayrol est né au Maroc où son père, fonctionnaire de l'éducation, et sa mère, professeur d'arabe, pieds noirs tous deux nés en Algérie francaise, se sont installés.
Après des études secondaires au lycée Gouraud de Rabat, il entame des études supérieures à Paris. Il est diplômé de l'Institut d'études politiques de Paris (1962), licencié ès lettres et en droit[réf. souhaitée] et diplômé d'études supérieures en science politique.
En 1989, il épouse en secondes noces, Annabelle Gomez, productrice de télévision et écrivain. Le couple a deux enfants (deux autres enfants sont issus de son premier mariage avec Gabrielle Hertl).

### Carrière professionnelle
Roland Cayrol commence sa carrière comme secrétaire du club Jean-Moulin avant de devenir chargé de recherches à l'ORTF. En 1968, il rejoint la Fondation nationale des sciences politiques, où il gravit les échelons jusqu'à en devenir directeur de recherches au Centre de recherches politiques de Sciences Po (CEVIPOF).
Il s'oriente en parallèle vers les sondages d'opinion en rejoignant en 1977 l'institut de sondage Louis Harris France, dont il prend la direction des études politiques et d'opinion l'année suivante. En 1986, il devient directeur de l'institut CSA, à la création duquel il contribue.
Directeur du Centre d'études et d'analyse (CETAN), spécialisé dans le conseil en stratégie, en image et en communication, il est le cofondateur de Marocmétrie, un institut de mesure automatique des audiences TV au Maroc.  Il est également cofondateur du groupe de recherches European Election Studies et participe aux travaux d'équipes de recherche internationales dont Latinobarometro.
Roland Cayrol dirige l'institut de sondages CSA jusqu'en 2008, année au début de laquelle il cède les parts qu'il détient dans l'institut à Vincent Bolloré ; tout en restant « conseiller permanent », il quitte ses responsabilités directes. En désaccord avec le groupe Bolloré et redoutant la perte d'indépendance du CSA, il démissionne de son Conseil de surveillance en 2011. En compagnie d'Ivan Levaï, il conseille Jean-Luc Hees en communication lorsque celui-ci préside Radio France (2009-2014),.
Ses travaux portent sur les médias et leur influence politique, les structures et l'évolution de l'opinion publique ainsi que sur  les comportements politiques et électoraux comparés, en France et en Europe. Il commente régulièrement l'actualité dans de nombreuses émissions des médias français, particulièrement dans les émissions C dans l'air sur France 5, On refait le monde sur RTL ou 24h en questions sur LCI. 
Conseiller scientifique des revues Hermès et Le Temps des Médias, Roland Cayrol est également directeur de collections aux éditions Calmann-Lévy à partir de 1995. Il est l'auteur de romans de politique-fiction sous le pseudonyme « Jean Duchateau ».

## Décoration
- Chevalier de l'ordre du Mérite agricole (1995)[5]

## Ouvrages
- Les élections législatives de mars 1967, Presses de Sciences Po, 1967,  (ISBN 978-2-7246-0214-2)
- François Mitterrand 1945-1967, Presses de Sciences Po, 1967,  (ISBN 9782724684735)  , Presses de Sciences-Po, 1967
- Les médias - Presse écrite, radio, télévision, Puf Thémis Sciences politiques, 1991 (édition revue, mise à jour et augmentée de La presse écrite et audiovisuelle, 1973)
- La nouvelle communication politique[16], Collection : Essais en liberté, Editions Larousse 1986 (sujet : le marketing politique)
- Le grand malentendu, les Français et la Politique, Seuil, 1994
- Médias et Démocratie, la dérive, Presses de Sciences-Po, 1997
- Sondages, mode d’emploi, Presses de Sciences-Po 2000
- La nuit des politiques, Hachette, 2006
- La revanche de l’opinion : Médias, sondages, Internet, avec Pascal Delanno], Jacob-Duvernet, 2007
- Opinion, sondages et démocratie, Presses de Sciences Po, 2011,  (ISBN 978-2-7246-1207-3)
- Tenez enfin vos promesses ! - Essai sur les pathologies politiques françaises, Fayard, 2012
- Les Raisons de la colère, Grasset, 2017
- Le président sur la corde raide, Calmann-Lévy, 2019
- Mon voyage au cœur de la Ve République, Calmann-Lévy, 2023

### Collaborations
- Roland Cayrol, Jean-Luc Parodi et Colette Ysmal, Le Député français, Armand Colin/Presses de Sciences Po, 1973,  (ISBN 978-2-7246-0258-6)
- Jay G. Blumler, Roland Cayrol et Gabriel Thoveron, La télévision fait-elle l'élection? Une analyse comparative: France, Grande-Bretagne, Belgique, éditions Presses de Sciences Po, 1978,  (ISBN 978-2-7246-0413-9)

### Romans
Sous le pseudonyme de Jean Duchateau :
- Meurtre à l'Élysée, Presse Pocket, 1987
- Meurtre à l'Élysée II, Calmann-Lévy, 1994
- Meurtre à TF1, Calmann-Lévy, 1988

### Vidéographie
- Sondages : influences et pouvoirs, réal. Olivier Vaillant et Roland Cayrol, Viva Productions, 2016, 52′